# کاترین مک‌آرتور
کاترین مگان مک آرتور (به انگلیسی: Katherine Megan McArthur) متولد ۱۹۷۱ هونولولو در هاوایی، پژوهشگر و فضانورد آمریکایی است.
وی دکترای خود را از دانشگاه کالیفرنیا در سن دییگو در رشته دریاشناسی در سال ۲۰۰۲ تحصیل نمود.

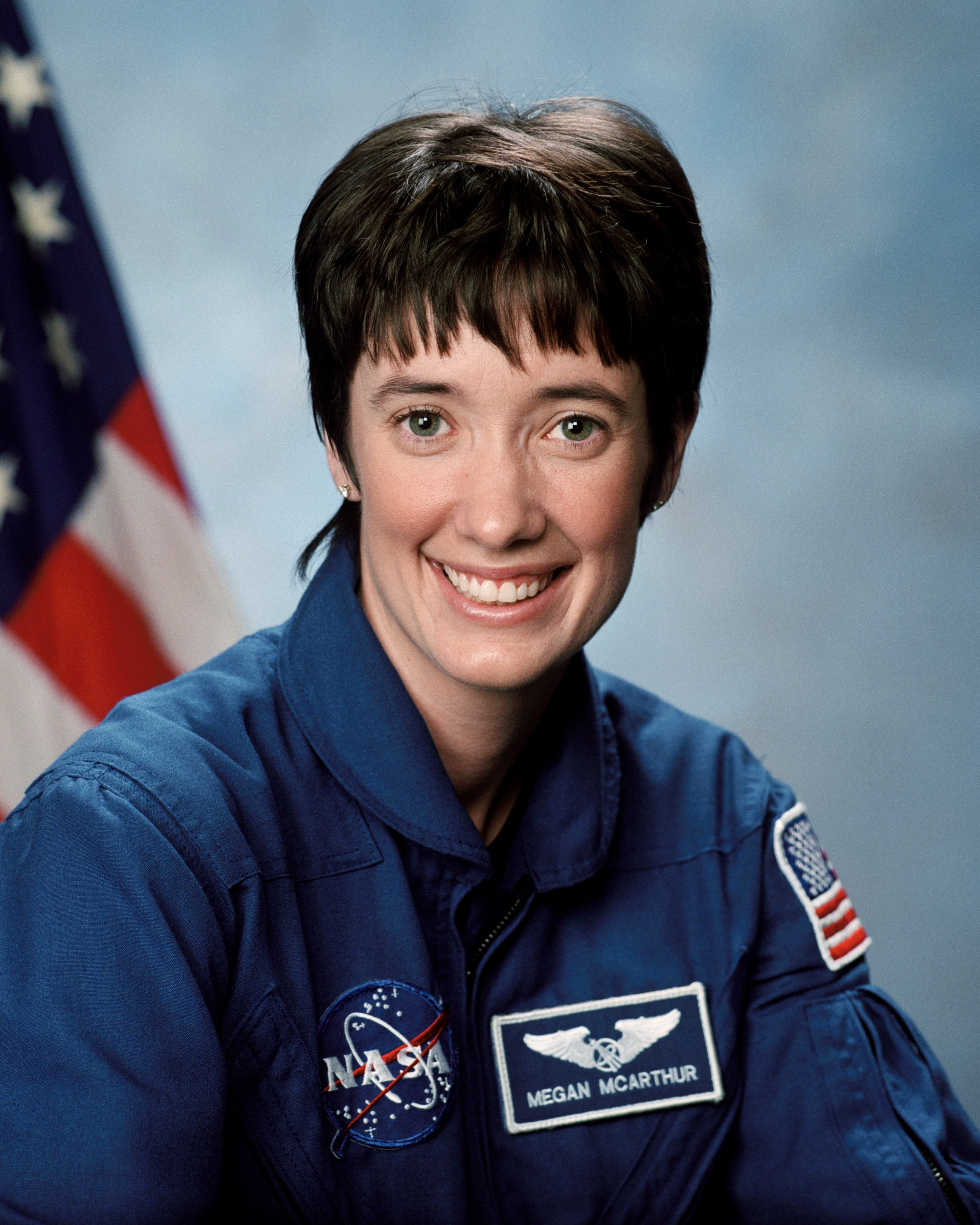

## جستارهای مربوطه
- زنان فضانورد